# Magnesit
Magnesit là một khoáng vật có công thức hóa học MgCO3 (magie cacbonat). Magnesit có thể được hình thành thông qua quá trình cacbonat hóa nhóm serpentin và các đá siêu base khác.

## Phân bố
Magnesit xuất hiện ở dạng mạch trong các sản phẩm thay thế của các đá siêu mafic, serpentinit và các đá mácma giàu magnesi khác trong các kiểu biến chất tiếp xúc và biến chất khu vực. Các magnesit này thường ở dạng vi tinh thể và chứa silica ở dạng opal hay chert.
Magnesit cũng có mặt trong regolith bên trên các đá siêu mafic ở dạng cacbonat thứ sinh trong đất và dưới mặt đất, ở đây chúng được tích tụ ở dạng các khoáng chứa magnesi hòa tan bởi cacbon dioxide trong nước dưới đất.

## Hình thành
Magnesit có thể được hình thành thông qua quá trình biến chất trao đổi talc cacbonat hóa và cacbonat hòa của peridotit và các đá siêu base khác. Magnesit được hình thành thông qua quá trình cacbonat hóa olivin có mặt của nước và cacbon dioxide ở nhệt độ và áp suất cao, đặc biệt là tướng đá phiến lục.
Magnesit cũng có thể được hình thành thông qua quá trình cacbonat hóa serpentin magnesi (lizardit) qua phản ứng sau:

serpentin + cacbon dioxide → talc + magnesit + nước
2 Mg3 Si2O5(OH)4 + 3 CO2 → Mg3Si4O10(OH)2 + 3 MgCO3 + H2O.
Tuy nhiên, khi thực hiện phản ứng này trong phòng thí nghiệm, thì dạng trihydrat của magie cacbonat (nesquehonit) sẽ hình thành ở nhiệt độ phòng. Theo quan sát này dẫn đến sự thừa nhận sự tồn tại của một "rào cản chống hydrat" liên quan đến sự thành tạo anhydrous magnesi cacbonat ở nhiệt độ thấp. Các thí nghiệm trong phòng với formamid, một loại chất lỏng giống như nước, cho thấy không có sự liên quan của việc tạo rào cản như thế. Những khó khăn cơ bản cấu tạo hạt nhân magnesi carbonat khan vẫn duy trì khi sử dụng dung dịch không phải gốc nước này. Không phải sự mất nước cation, cũng không phải cấu trúc không gian của các anion cacbonat tạo ra rào cản này ở nhiệt độ phản ứng thấp của magnesit.
Magnesit đã từng được phát hiện trong các trầm tích hiện đại, hang động và trong đất. Nhiệt độ thành tạo thấp của nó (khoảng 40 °C) được cho là cần thiết cho sự thay thế giữa thời gian kết tủa và hòa tan.
Magnesit được phát hiện trong thiên thạch ALH84001 và trên sao Hỏa. Magnesit đã từng được nhận dạng trên sao Hỏa bằng cách sử dụng quang phổ điện từ cận hồng ngoại từ vệ tinh quay quanh nó. Tranh cãi vẫn xoay quanh nhiệt độ hình thành của nó. Nhiệt độ hình thành thấp đã được đề xuất dự trên magnesit trên sao Hỏa và thiên thạch ALH84001. Nhiệt độ hình thành thấp của magnesit có lẽ có ý nghĩa quan trọng trong việc sử dụng hấp thụ cacbon trên quy mô lớn.
Olivin giàu magnesi (forsterit) tạo ra magnesit từ peridotit. Olivin giàu sắt (fayalit) tạo ra các hỗn hợp magnetit-magnesit-silica.
Magnesit cũng có thể được hình thành bằng cách biến chất các từ skarn, trong dolomit, cộng sinh với wollastonit, periclase, và talc.

## Sử dụng

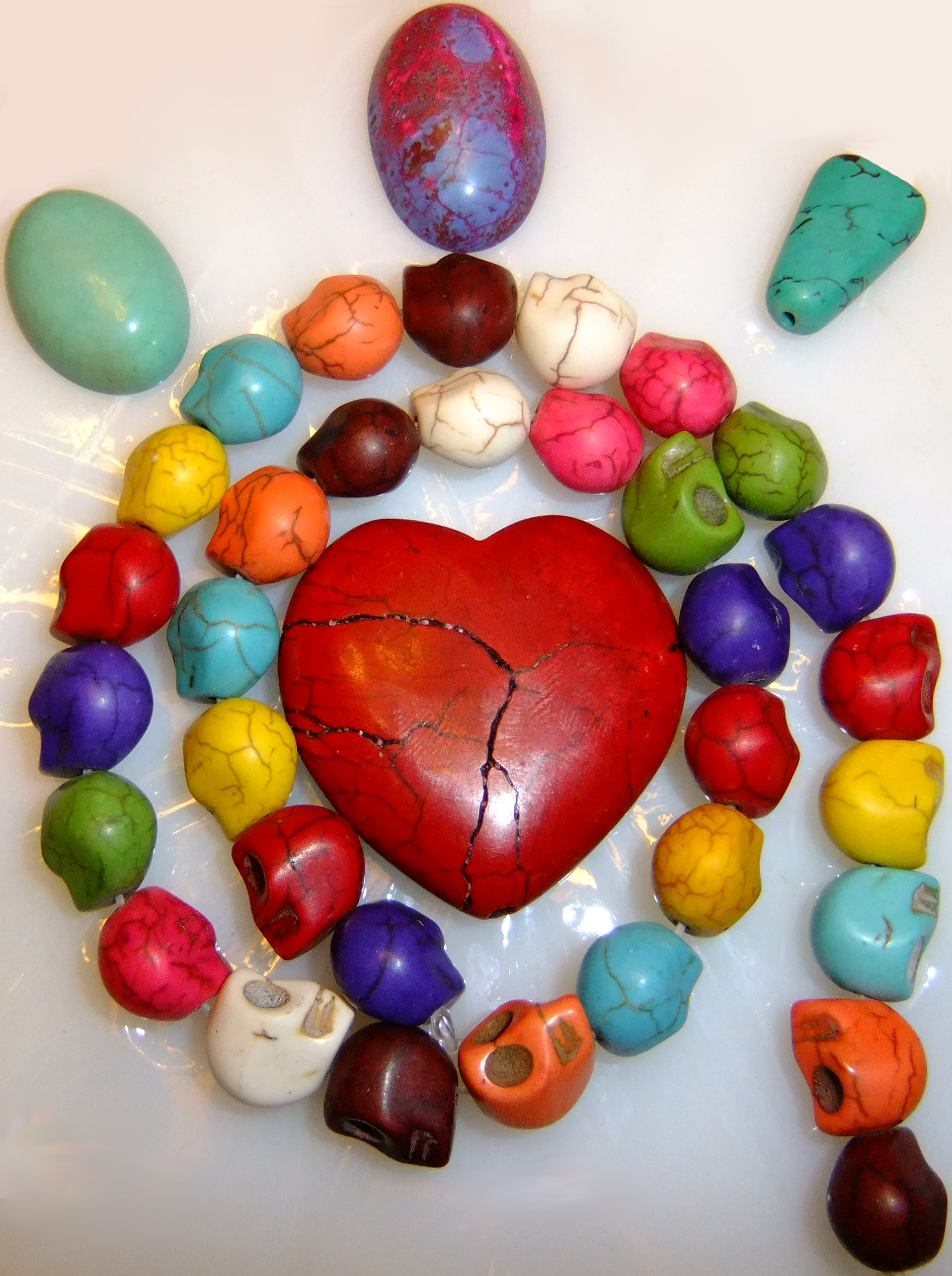
Các hạt magnesit được nhuộm và đánh bóng

Tương tự như sản phẩm của vôi, magnesit có thể bị đốt có mặt của than để tạo ra MgO, là một dạng khoáng có tên là periclase. Một lượng lớn magnesit được đốt để tạo ra magiê oxide: một loại vật liệu chịu lửa quan trọng được sử dụng làm lớp lót trong các lò đốt và lò luyện kim.
Magnesit cũng có thể được dùng làm chất kết dính trong vật liệu ván sàn. Ngoài ra, nó còn được dùng làm chất xúc tác và lọc trong sản xuất cao su nhân tạo và trong pha chết các hóa chất magnesi và phân bón.